# Francisco Contreras Serrano
Francisco Contreras Serrano, o simplemente Pancho Contreras, o Capitán Leyenda (Ciudad de México, 16 de junio de 1934-Ciudad de México, 12 de julio de 2022) fue un tenista mexicano.

## Biografía
Nacido en la Ciudad de México en 1934, Contreras completó sus estudios en California, asistiendo al Modesto Junior College. Junto con su compañero de equipo de Modesto, Joaquín Reyes, pasó a jugar tenis universitario para la Universidad del Sur de California y la pareja se combinó para ganar el campeonato de dobles de la NCAA de 1955. Volvió a ganar el campeonato de dobles de la NCAA en 1956, esta vez haciendo pareja con Alex Olmedo.
Contreras alcanzó los octavos de final tanto en el Campeonato Nacional de Estados Unidos de 1956 como en el Campeonato de Francia de 1957. En el Campeonato de Wimbledon de 1958 se asoció con Rosie Reyes para llegar a las semifinales de los dobles mixtos. Ganó una medalla de oro en dobles masculinos en los Juegos Centroamericanos y del Caribe de 1959 y fue medallista de oro en dobles mixtos en los Juegos Panamericanos de 1963, junto a Yola Ramírez.

## Copa Davis
Participó con el equipo mexicano de Copa Davis junto con Mario Llamas desde que se disputó la edición de 1956, en la cual llegaron hasta la final de la Zona de las Américas, donde cayeron a manos de Estados Unidos. Llamas y Contreras solo pudieron obtener un punto en la final, que fue el juego de dobles, venciendo en cinco sets a la pareja conformada por Sam Giammalva y Barry MacKay. Poco a poco el equipo mexicano fue mejorando, hasta que todo empezaba a pintar mejor, cuando Rafael Osuna y Antonio Palafox llegaron a las filas del combinado.
En la  Copa Davis de 1961, el equipo estaba conformado por  Rafael Osuna, Antonio Palafox, Mario Llamas y el capitán-jugador Francisco Contreras. En la ronda eliminatoria vencieron cómodamente al equipo Marroquí, en Casablanca. De nueva cuenta llegaban a la final de la zona, esta vez el resultado ante el equipo estadounidense fue de derrota por 2-3, el juego mexicano iba en ascenso. Fue en el año de 1962, que el equipo mexicano, que llevaba a los mismos jugadores que el año anterior, en ronda de semifinales de zona, que pudieron pasar la difícil aduana estadounidense. Ese año fue histórico para el tenis mexicano ya que llegarían hasta la final de la Copa Davis.
Es abuelo de Fernanda Contreras, destacada tenista mexicana.
Fue cronista de tenis durante 32 años, primero para la cadena Telesistema Mexicano, y después de la fusión de ésta con Televisión Independiente de México, para Televisa, junto con su también compañero de deporte Vicente Zarazúa, y más tarde con Raúl Ramírez. Asimismo, colaboró para otros medios de comunicación, tales como el diario Esto, el diario Ovaciones, y el periódico La Afición. Fue director de Notivisa y cronista para la radio 620, en compañía de Enrique Llanes, Óscar Esquivel y Salvador Vázquez.

## Juegos Panamericanos

### Tercer lugar Individuales (1)
| Año  | Torneo            |
| 1963 | JP São Paulo 1963 |

### Campeón Dobles Mixtos (1)
| Año  | Torneo            | Pareja          |
| 1963 | JP São Paulo 1963 | Yolanda Ramírez |